# Réserve naturelle nationale du Bois du Parc
La réserve naturelle nationale du Bois du Parc (RNN39) est une réserve naturelle nationale située dans le département de l'Yonne. Créée en 1979, elle s'étend sur 45 ha et son intérêt provient de ses falaises encaissées dans un important massif corallien d’âge jurassique. 

## Localisation

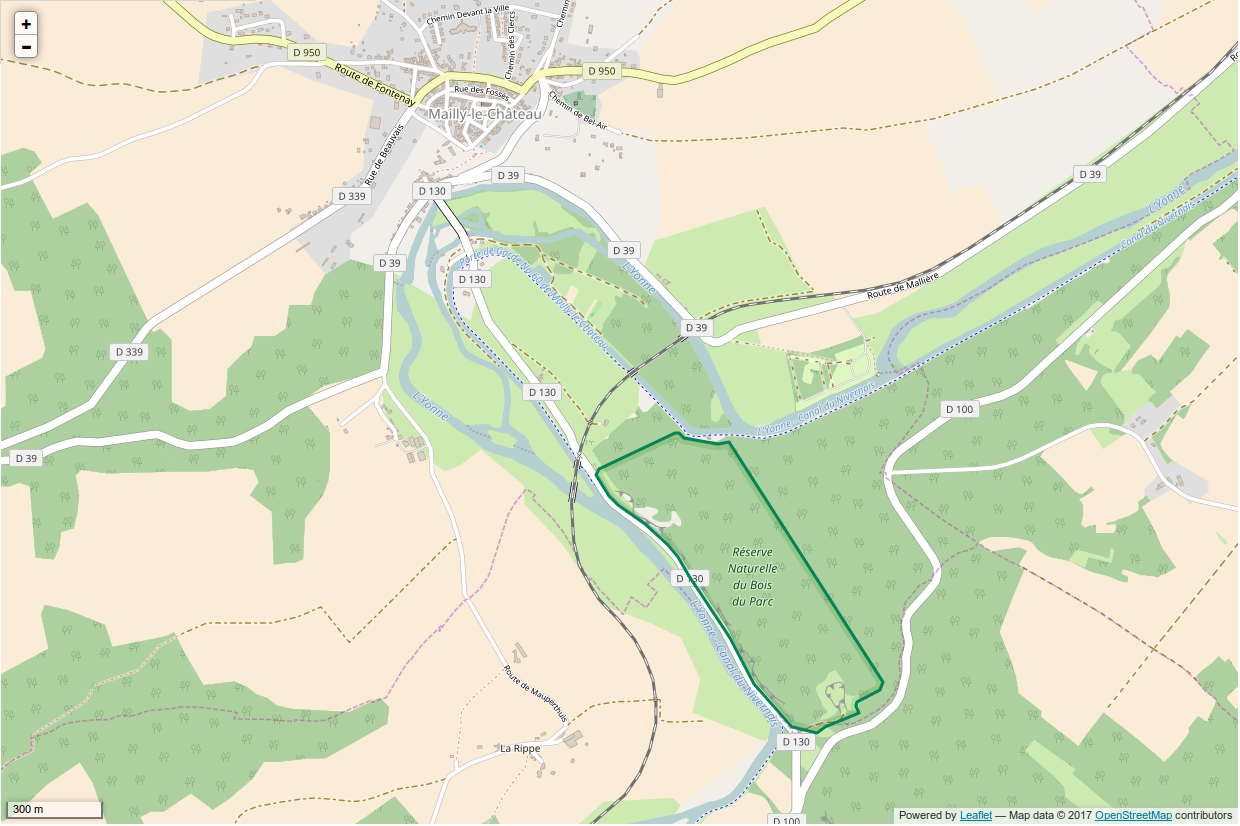
Périmètre de la réserve naturelle.

Le site se trouve en Bourgogne en bordure de l'Yonne entre Auxerre et Avallon sur la commune de Mailly-le-Château.

## Histoire du site et de la réserve
Il y a 160 millions d'années, l'actuelle vallée de l'Yonne était une mer chaude et peu profonde, favorable au développement d'un massif récifal typique des mers tropicales. Il en reste des empreintes des polypiers (coraux) fossilisés en position de vie, accompagnés de nombreux coquillages. C'est un des plus beaux affleurements de coraux fossiles en  France,.

## Écologie (Biodiversité, intérêt écopaysager…)
Des milieux naturels bien spécifiques ont colonisé le site. Les sommets des falaises et des rochers sont occupés par des pelouses sèches caractérisées par la présence de broussailles et de plantes méridionales. Ils constituent la richesse biologique la plus intéressante du site. La forêt de feuillus, composée du Chêne sessile, du Charme et de l'Érable champêtre, recouvre le sol brun du plateau calcaire. Au Sud Ouest, la chênaie pubescente s'est installée sur les pentes rocheuses tandis que la hêtraie à tilleul a préféré le versant exposé au Nord.

### Flore

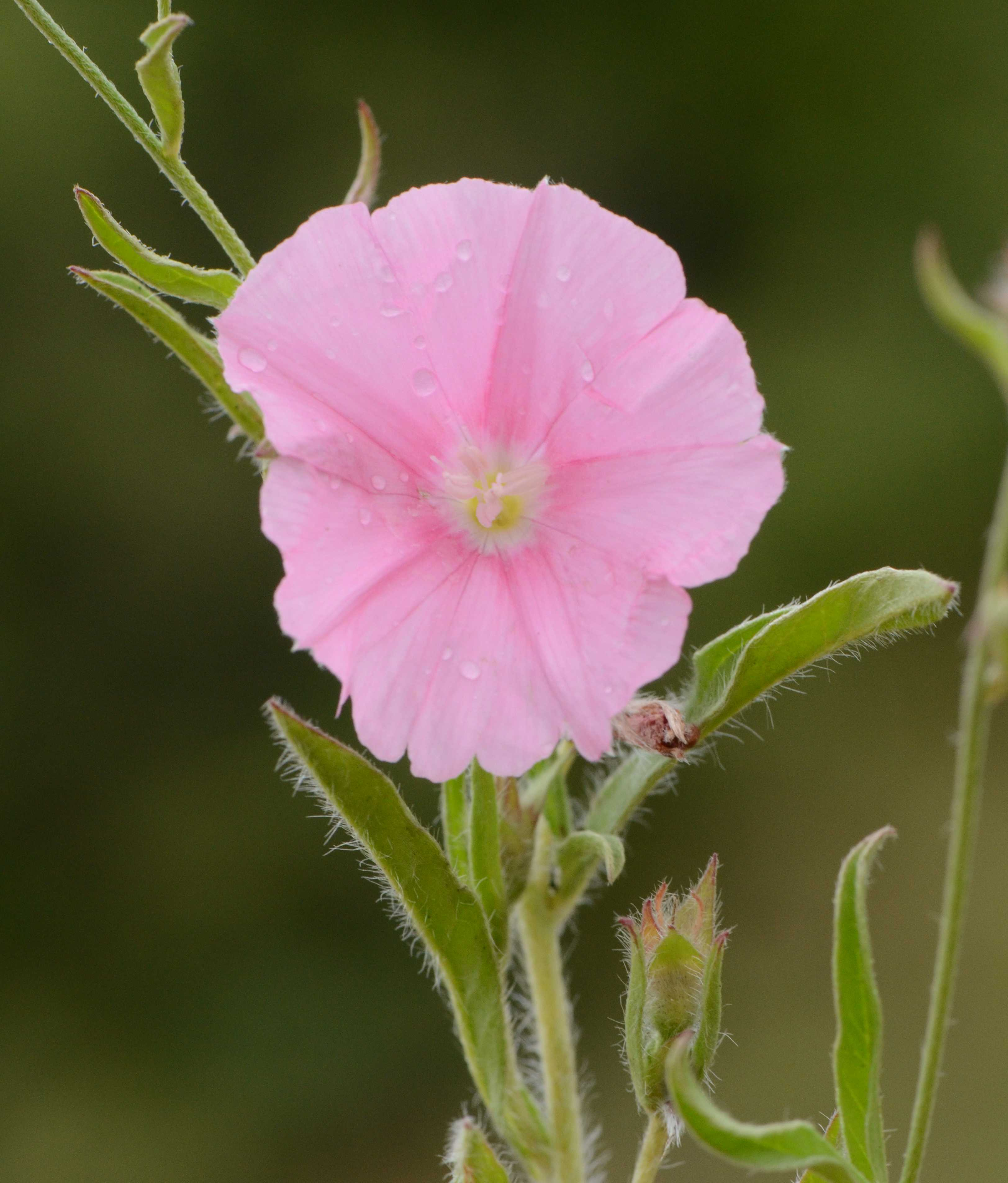
Liseron des Cantabriques.

On trouve sur le site des espèces subméditerranéennes, isolées par rapport à leurs stations habituelles du Sud de la Bourgogne. On y rencontre entre autres le Stipe penné, l'Anémone pulsatille, la Phalangère à fleurs de Lis ou bien encore le Liseron des Cantabriques.

### Faune

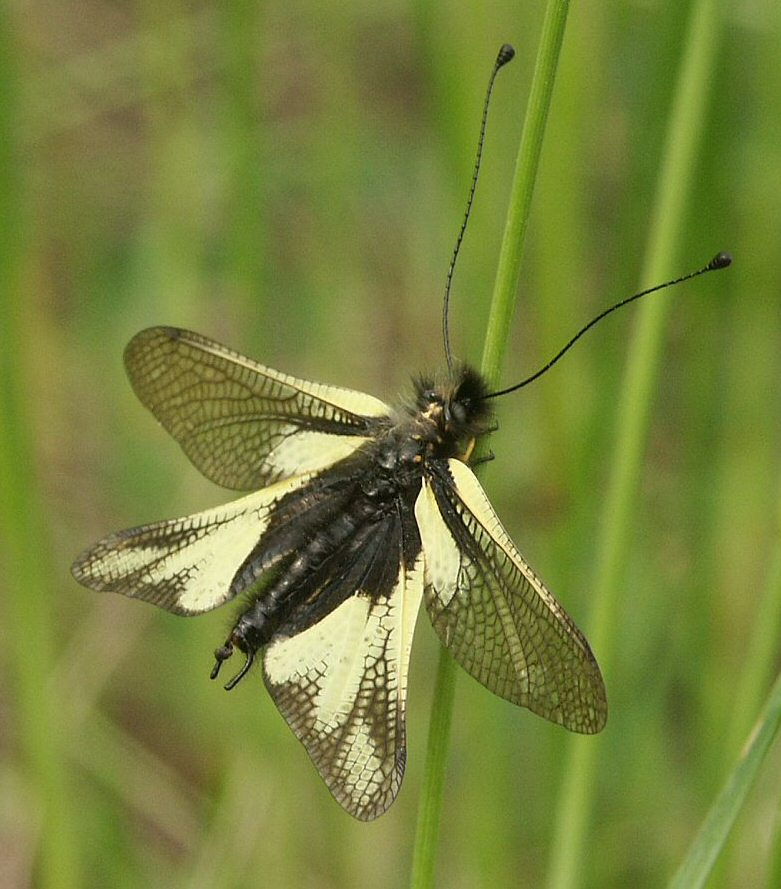
Ascalaphe soufré.

La faune présente est étroitement liée à la diversité des milieux : falaises, pelouses, forêt.

#### Oiseaux
L'avifaune est très abondante avec, en forêt, la Bondrée apivore et l'Épervier d'Europe, en lisière, la Fauvette à tête noire et le Pouillot de Bonelli, alors que les falaises accueillent le Rougequeue noir et le Faucon crécerelle. Le Faucon pèlerin, rapace emblématique, niche également sur la réserve.

#### Reptiles et amphibiens
Les zones les plus sèches abritent plusieurs reptiles tels que la Couleuvre verte et jaune, la Couleuvre d'Esculape et le Lézard vert.

#### Invertébrés
La faune entomologique est très riche  dans les pelouses. Les éléments les plus caractéristiques sont la Mante religieuse, la Petite cigale et l'Ascalaphe soufré.

## Administration, Plan de gestion, règlement
La réserve naturelle est gérée par le Conservatoire des Sites Naturels Bourguignons.

### Outils et statut juridique
La réserve naturelle a été créée le 30 août 1979.

## Intérêt touristique
Un sentier de découverte permet de visiter librement la réserve naturelle à travers les forêts et les pelouses des hauts de falaise.

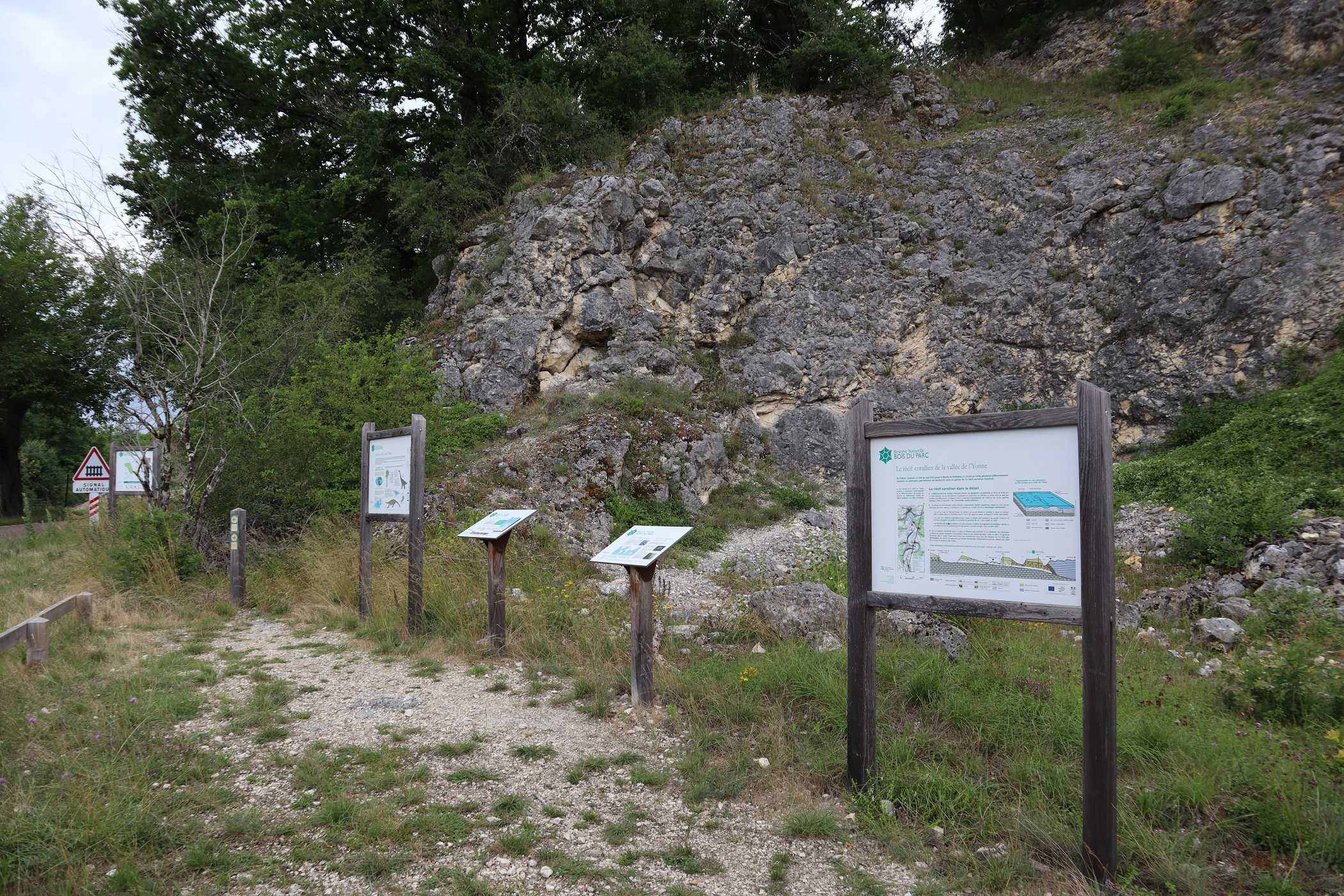
Vue du site.
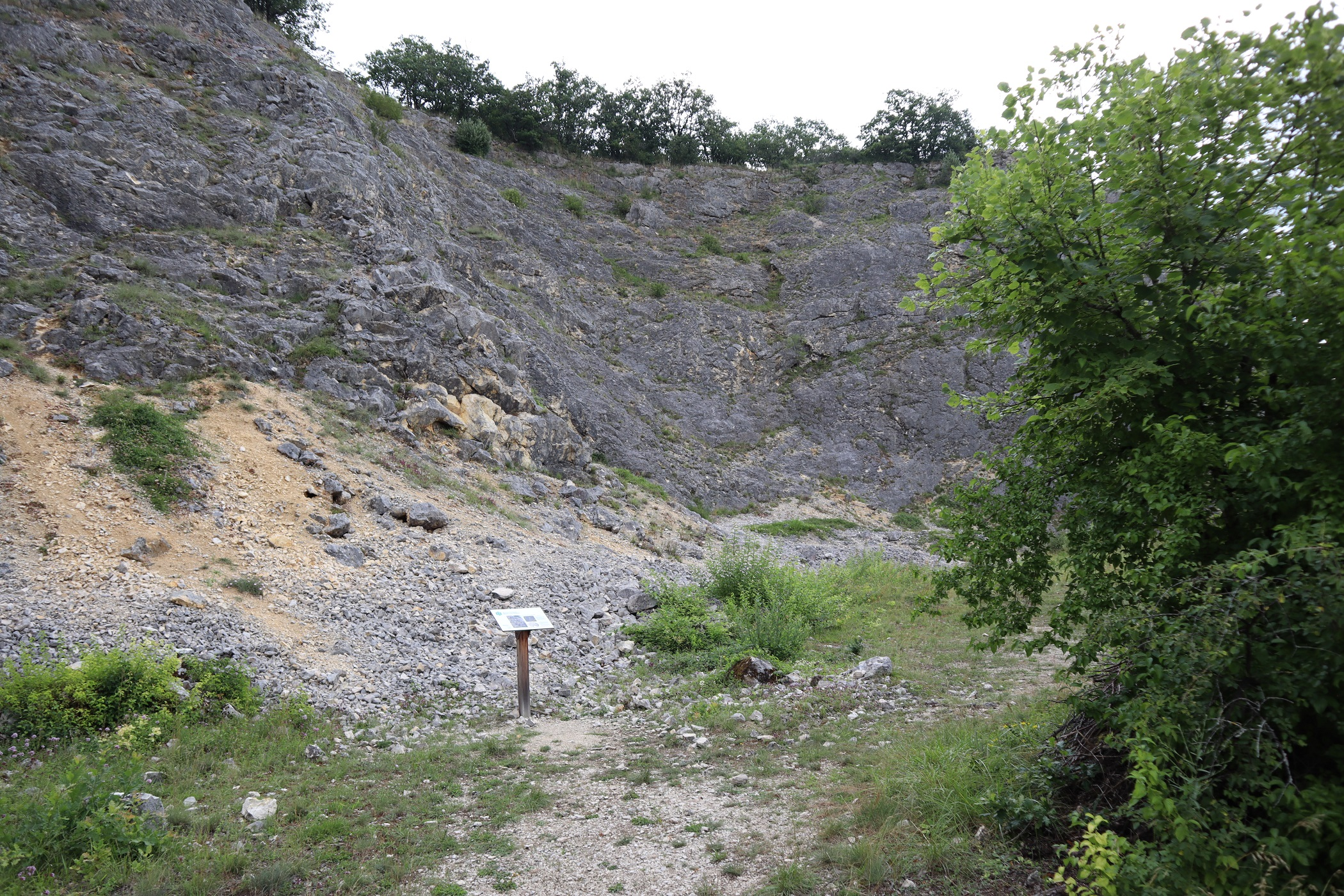
Vue du site.